# NGC 4533
NGC 4533 (również PGC 41816 lub UGC 7725) – galaktyka spiralna (Scd), znajdująca się w gwiazdozbiorze Panny. Odkrył ją Wilhelm Tempel w 1877 roku. Należy do Gromady w Pannie.